# París
París è un comune (corregimiento) della Repubblica di Panama situato nel distretto di Parita, provincia di Herrera. Si estende su una superficie di 75,8 km² e conta una popolazione di 1.070 abitanti (censimento 2010).